# Massif du Grand-Paradis
Pour les articles homonymes, voir Grand Paradis (homonymie).
Le massif du Grand-Paradis, en italien : Massiccio del Gran Paradiso, est un massif de montagnes des Alpes situé dans la Vallée d'Aoste et le Piémont, en Italie.
Le parc national du Grand-Paradis recouvre environ la moitié occidentale du massif, tandis que le parc naturel du mont Avic couvre le vallon de Champdepraz.

## Géographie

### Situation
Le massif est délimité au sud par la vallée de l'Orco et à l'ouest par la vallée de Savara (Valsavarenche), qui le séparent des Alpes grées, à l'est par le Grand Eyvia (val de Cogne) et au nord par la vallée d'Aoste.
Le massif a la forme d'une conque qui s'appuie sur trois chaînons principaux orientés au nord, au sud-ouest et à l'est. Le Grand Paradis se trouve presque en son centre à l'intersection des trois chaînons.

### Principaux sommets

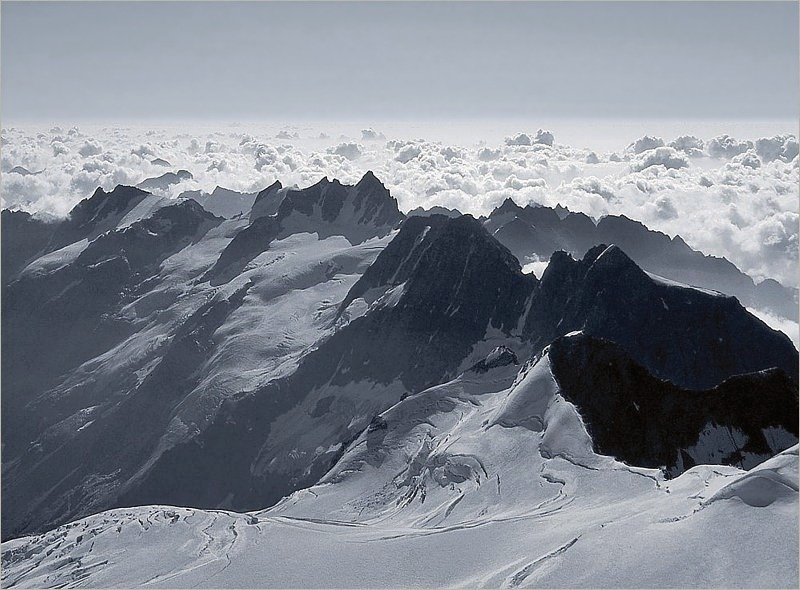
Panorama sur le massif depuis le sommet du Grand Paradis.

- Grand Paradis, 4 061 m, point culminant du massif
- Mont Grivola, 3 969 m
- Petit Paradis (it), 3 923 m
- Pic de Montandayné (it), 3 838 m
- Pointe de la Lune, 3 777 m
- Herbétet (it), 3 778 m
- Tour du Grand Saint-Pierre (it), 3 692 m
- Roche Vive (it), 3 650 m
- Tête de la Tribulation (it), 3 642 m
- Charforon (en) (ou Tsarforon), 3 640 m
- Pointe Rousse de la Grivola (it), 3 630 m
- Pic de Gay (it), 3 621 m
- Trésentaz (it), 3 609 m
- Mont Émilius, 3 559 m
- Grande Serre (it), 3 552 m
- Bec de Montchair (it), 3 544 m
- Pointe Tersive, 3 512 m
- Pointe Ondezana, 3 490 m
- Grand Nomenon (it), 3 488 m
- Dent de Broglio (it), 3 454 m
- Pointe Garin (it), 3 448 m
- Pointe Cissettaz, 3 419 m
- Pointe Foura (it), 3 411 m
- Pointe des Seinges, 3 408 m

### Géologie
Le massif est constitué principalement de roches cristallines, de gneiss et de schistes.

## Histoire
La prospection alpine du massif du Grand-Paradis a commencé en 1856 avec l'ascension de la Torre di Lavina (3 308 m) par les abbés P.B. Chamonin et P. Chanoux.
En 1859, John Ormsby et R. Bruce avec le guide valsavarein Fidèle-Ambroise Dayné et les guides chamoniards Zacharie Cachat et Jean Tairraz accomplissent l'ascension du mont Grivola. En 1860, le Grand Paradis est conquis le 4 septembre par John Jermyn Cowell, W. Dundas, Michel-Ambroise Payot et Jean Tairraz. 
Ont par la suite participé à la conquête des différents sommets, arêtes et faces : Guy Rey, John Percy Farrar, Vittorio Sella, William Auguste Coolidge, Aldo Bonacossa, Lino Binel et Amilcar Crétier.

## Activités

### Stations de sports d'hiver
- Val de Cogne
- Champorcher
- Cogne
- Gressan